# 1802 no Brasil
Esta é uma cronologia dos fatos acontecimentos do ano de 1802 no Brasil.

## Eventos
- D. João VI constrói o Fortim na Ponta de Genipabu.
- É erguida a Vigia da Ilha de Bragança, no Macapá, capital do estado do Amapá
- 3 de maio: É fundada a Vila São João do Príncipe, hoje denominado Tauá.

## Nascimentos
- João José da Costa Pimentel, político brasileiro. (m. 1862)
- Joaquim Teixeira Nunes,  militar e um revolucionário brasileiro, (m. 1844).[1]
- Manuel Marques de Sousa,  militar e político brasileiro. (m. 1878)
- Quintiliano José da Silva, político brasileiro. (m. 1889)
- Sebastião Gaspar de Almeida Boto, militar e político brasileiro. (m. 1884).
- Sebastião Pinto do Rego, sacerdote e bispo de São Paulo. (m. 1868)

## Mortes
- João Garcia Leal, fazendeiro brasileiro (n. 1759).